# Tricentrus elongatus
Tricentrus elongatus är en insektsart som beskrevs av Kato 1929. Tricentrus elongatus ingår i släktet Tricentrus och familjen hornstritar. Inga underarter finns listade i Catalogue of Life.